# 吴若安
吴若安（1890年—1990年），上海金山人，中华人民共和国政治人物，中国民主促进会成員。担任上海市教育局副局长、中国民主促进会上海市委员会主任委员。民进中央第六、第七届副主席，民进中央第一届参议委员会副主席，民进上海市委员会第四至第九届主任委员、第十届名誉主任委员，历任并第一至第六届全国人大代表，第三、四、五、七、八届市人大代表，第七、八届市人大常委会副主任，第四、五届上海市政协副主席。

## 生平
清光绪二十九年（1903年），吴若安入上海务本女塾读书，清宣统三年（1911年）毕业后留校任教。後來任南洋女子师范中学英语、地理教员兼任同济大学预科班英语教师。民国26年（1937年）任南洋女子中学校长。中國抗日戰爭結束後，吴若安参加中共外围组织。她通過消费合作社对教职工平价供应生活必需品，幫助中共组织籠絡學校的教職工。吴若安支持學校的师生参加反饥饿、反迫害运动，阻止國民政府查阅师生名单，讓一些师生外出躲避。 
1949年8月，吴若安出任上海民立女子中学校长。1956年出任上海市教育局副局长。 